# 怀忠镇
怀忠镇，是中华人民共和国江西省吉安市永新县下辖的一个乡镇级行政单位。

## 行政区划
怀忠镇下辖以下地区：
怀忠街社区、怀忠村、茶源村、市田村、官山村、左坊村、虹桥村、新居村、泉塘村和连坊村。